# بيت الحكمي (الخبت)

تعديل مصدري - تعديل

بيت الحكمي هي إحدى قرى عزلة جبع بمديرية الخبت التابعة لمحافظة المحويت، بلغ تعداد سكانها 156 نسمة حسب تعداد اليمن لعام 2004.